# Albert Kallee

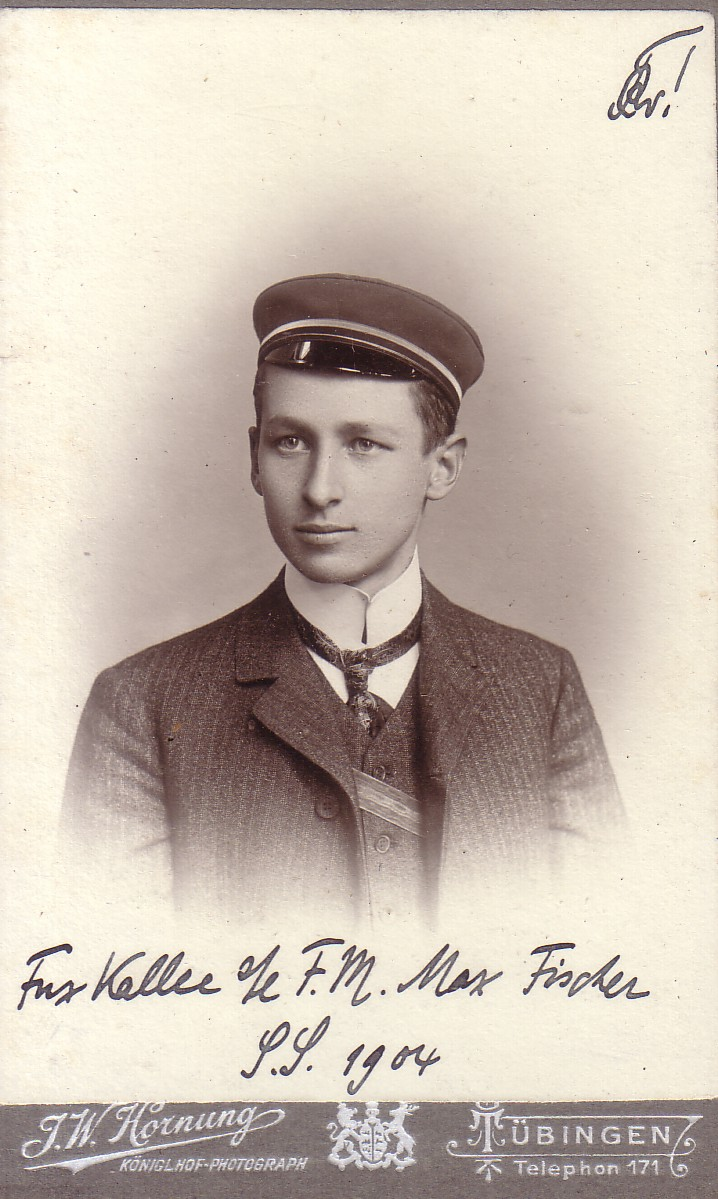
Albert Kallee als Student in Tübingen 1904

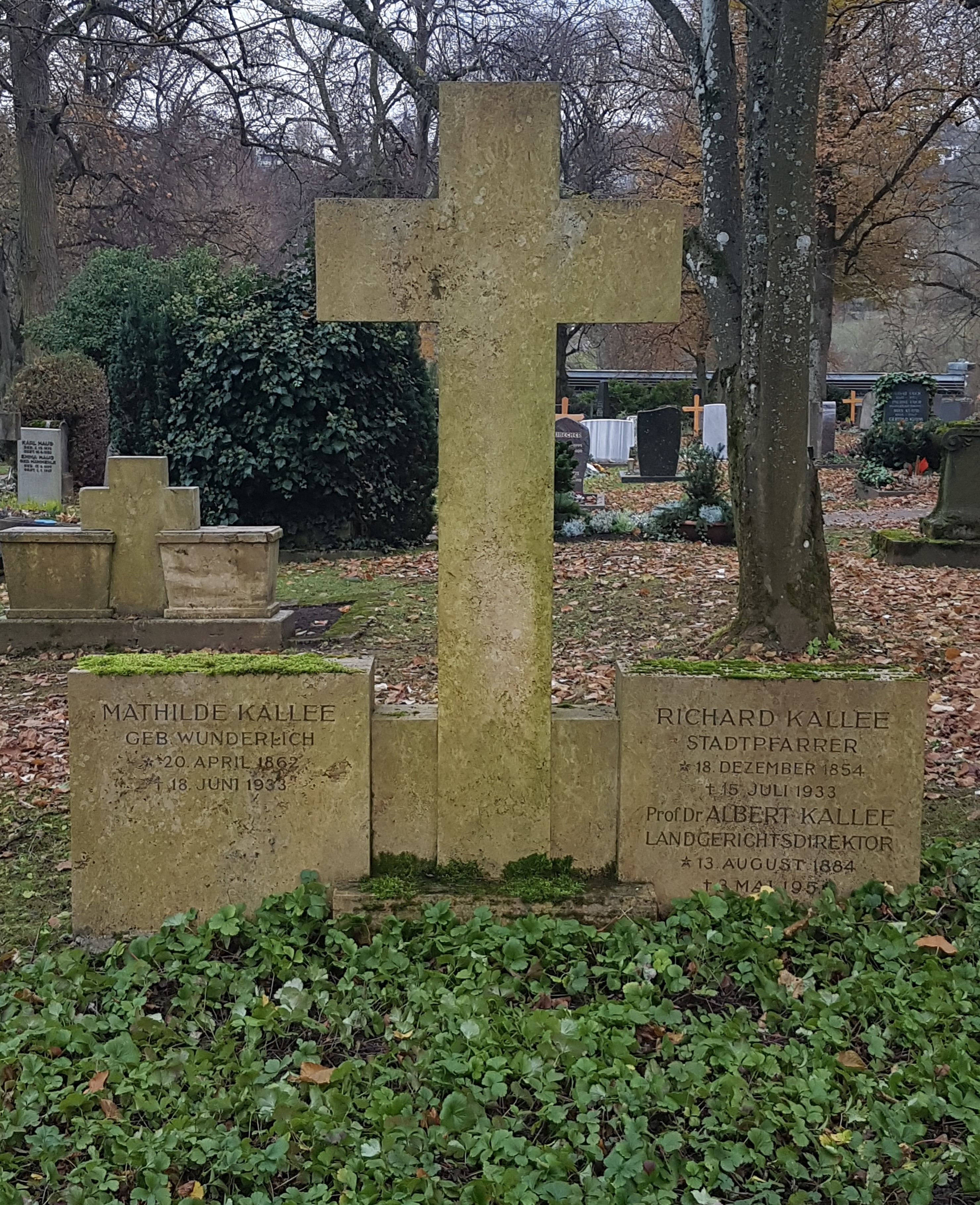
Grabstätte auf dem Friedhof in Stuttgart-Feuerbach

Albert Kallee (* 13. August 1884 in Michelbach am Wald; † 3. Mai 1956 in Heilbronn) war als deutscher Jurist von 1937 bis 1947 Landgerichtsdirektor in Stuttgart.

## Leben
Albert Kallee wurde in Michelbach am Wald als Sohn des dortigen evangelischen Pfarrers Richard Kallee und seiner Frau Mathilde Kallee geb. Wunderlich, einer Tochter des Pfarrers Albert Wunderlich in Echterdingen, geboren und war der jüngere Bruder von Walter Kallee (* 1881 in Michelbach am Wald; † 1939 tödlich verunglückt in Buenos Aires).
Er verbrachte seine Jugendjahre im Pfarrhaus von Öhringen. Von 1904 bis 1909 studierte er Rechtswissenschaften an der Universität Tübingen. Während seines Studiums wurde er Mitglied der Tübinger Königsgesellschaft Roigel. Nach seiner ersten Tätigkeit als Rechtsanwalt wurde er Gemeinderichter und zweiter Richter am Kaufmannsgericht in Stuttgart. Danach wurde er zum Gewerberichter und ersten Vorsitzenden der Kaufmanns- und Gewerbegerichte ernannt. 1927 wurde er als Amtsgerichtsdirektor und Vorsitzender des Arbeitsgerichts Stuttgart in den Justizdienst übernommen.
1937 erfolgte seine Ernennung zum Landgerichtsdirektor am Landgericht Stuttgart und zum Vorsitzenden des Landesarbeitsgerichts in Stuttgart. Er erhielt außerdem einen Lehrauftrag an der TH Stuttgart und wurde dort 1943 zum Honorarprofessor ernannt. Als Fachkenner und Fachschriftsteller des Arbeitsrechts genoss er großes Ansehen. Auch als Schlichter hat er sich in maßgeblichen Stellungen große Verdienste um den Arbeitsfrieden erworben.
Nachdem seine Wohnung in der Stuttgarter Kronenstraße bei einem Bombenangriff zerstört worden war, zog er mit seiner Frau Helene geb. Schmolz und den Söhnen Wolfgang Kallee und Ekkehard Kallee auf das Neuwirtshaus bei Oberstenfeld um. Er war bekannt für seine heiter-philosophische Art. Er war ein passionierter Jagd- und Naturfreund und nutzte ein Fischgewässer bei Indelhausen im Lautertal. Seit Oktober 1947 war er in der freiwilligen Gerichtsbarkeit beim Landgericht Heilbronn tätig, wo er sich ebenfalls durch großes Verständnis ausgezeichnet hat.
Nach Erreichen der Altersgrenze am 1. Mai 1951 trat er in den Ruhestand. Bei seiner Abschiedsfeier im Saal des Schwurgerichts, an der zahlreiche Angehörige des Heilbronner Justizdienstes teilnahmen, erwähnte Landgerichtspräsident Edgar Zais, „dass der Behördendienst in ihm nicht nur einen fähigen und erfahrenen Juristen, sondern einen Menschen mit unversieglichem Humor und seltener Herzensgüte verlor.“
Kallee starb 1956 in Heilbronn und wurde in Stuttgart-Feuerbach an der Seite seiner Eltern beigesetzt.

## Schriften
- Das eheliche Güterrecht. Reichsrecht und württembergisches Sonderrecht. Stuttgart, Verlag des Evangelischen Pressverbands, 1919, 23 Seiten, Volkshochschulflugschriften Nr. 1.
- Mietrecht, Mietzinssteigerung, Mietkündigung. 2.–6. wiederholt ergänzte Auflage, Stuttgart, Mieter-Verein, Umbreit, 1919, 15 Seigen, In Fraktur, Auszüge aus den am 27. März 1919 gehaltenen Vorträge (Zum Teil ergänzt)
- mit Paul Gros: Taschenbuch des Arbeitsrechts. 4. Auflage, Stuttgart, Verlag für Wirtschaft und Verkehr, 1926, Umfang 460 Seiten.
- mit Paul Gros: Taschenbuch des Arbeitsrechts. 5. Auflage, Stuttgart, Verlag für Wirtschaft und Verkehr, 1927, Umfang 686 Seiten + Zahlenanhang, S. 689–743.
- Taschenbuch des Arbeitsrechts. 7. Auflage, Stuttgart, Verlag für Wirtschaft und Verkehr, 1928, 794 Seiten.
- Taschenbuch des Arbeitsrechts. Zahlenanhang, Ergänzungen zum Taschenbuch des Arbeitsrechts, 7.–8. Auflage, Verlag für Wirtschaft und Verkehr, Stuttgart, 1928, Seiten 705–775.
- Das Arbeitsrecht im Hotelbetrieb. Deutsche Hotel-Fachbücherei, Bd. 2, Verlag Heinrich Eisler, Hamburg, 1929, 33 Seiten.
- Albert Kallee, Herausgeber unter Mitarbeit von Alfred Hübener: Textsammlung des deutschen Arbeitsrechts. Verlag für Wirtschaft und Verkehr, 1938, 241 Blätter, 9 Leitkarten, Loseblattausg. in Lw.
- Arbeitsgesetze. Stuttgart, Verlag für Wirtschaft und Verkehr, 1938.
- Der Übersetzer im Strafprozeß. Nachdruck der Ausgabe Breslau 1911 (sic?), Keip, Frankfurt am Main und Yushodo, Tokyo, 1977, 50 Seiten